# Diviziunea de recensământ 5, Alberta
Diviziunea de recensământ din provincia canadiană Alberta cuprinde:
- Cities (Orașe)

- Towns (Localități urbane)
  - Drumheller
  - Strathmore
  - Three Hills
  - Trochu
  - Vulcan
- Villages (Sate)
  - Acme
  - Arrowwood
  - Carbon
  - Carmangay
  - Champion
  - Delia
  - Hussar
  - Linden
  - Lomond
  - Milo
  - Morrin
  - Munson
  - Rockyford
  - Standard

- Municipal districts (Districte municipale)
  - Kneehill County
  - Starland County
  - Vulcan County
  - Wheatland County
- Improvement districts (Teritorii neîncorporate)

- Indian reserves (Rezervații indiene)
  - Siksika 146